# Torneo di San Pietroburgo 1895
Il Torneo di San Pietroburgo 1895 è stato un importante torneo di scacchi disputato nella capitale della Russia Zarista.

## Storia
Al termine del torneo di Hastings, Michail Ivanovič Čigorin invitò i quattro migliori classificati (Harry Nelson Pillsbury, se stesso, Emanuel Lasker e Siegbert Tarrasch) a dicembre a San Pietroburgo per un torneo. Tarrasch rifiutò l'invito e fu sostituito dal quinto classificato: l'ex campione del mondo Steinitz.
Il torneo era organizzato con la formula del sestuplo girone all'italiana, ovvero ogni giocatore affrontava tutti gli altri sei volte. Alla fine di tutte le partite il giocatore con più punti avrebbe vinto il torneo. Tutti i giocatori furono completamente spesati, il montepremi era in sterline inglesi, e prevedeva 50 sterline per il vincitore, 30 per il secondo, 20 per il terzo e 10 per l'ultimo. Erano previste inoltre quattro sterline per ogni vittoria, due sterline a testa per ogni patta e una sterlina per ogni sconfitta.
La prima metà del torneo fu dominata da Pillsbury, già vincitore ad Hastings, che si portò in testa con ampio margine. Tuttavia nella seconda parte del torneo l'americano lamentò fortissime emicranie (si dice che abbia contratto la sifilide durante il torneo, ma la cosa non è confermata) ed ebbe un crollo impressionante. Lasker si rifece avanti e vinse il torneo.
Complessivamente Lasker intascò 99 sterline, Steinitz 74, Pillsbury 59 e Chigorin 47.

## Classifica
| Giocatore                | Nazione               | Lasker      | Steinitz    | Pillsbury   | Čigorin     | Punti |
| ------------------------ | --------------------- | ----------- | ----------- | ----------- | ----------- | ----- |
| Emanuel Lasker           | Germania              | * * * * *   | 1 1 ½ 0 1 ½ | 0 0 ½ 1 ½ ½ | 1 ½ 1 1 ½ 1 | 11,5  |
| Wilhelm Steinitz         | Stati Uniti d'America | 0 0 ½ 1 0 ½ | * * * * *   | 1 ½ ½ 1 1 1 | 0 1 1 0 0 ½ | 9,5   |
| Harry Nelson Pillsbury   | Stati Uniti d'America | 1 1 ½ 0 ½ ½ | 0 ½ ½ 0 0 0 | * * * * *   | 1 1 1 0 0 ½ | 8     |
| Michail Ivanovič Čigorin | Impero russo          | 0 ½ 0 0 ½ 0 | 1 0 0 1 1 ½ | 0 0 0 1 1 ½ | * * * * *   | 7     |